# Xysma (Band)
Xysma war eine finnische Death-Metal- und Rock-Band aus Naantali in der Nähe von Turku, die im Jahr 1988 unter dem Namen Repulse gegründet wurde und sich 1998 auflöste und seit 2011 wieder aktiv ist.

## Geschichte
Die Band wurde im Jahr 1988 unter dem Namen Repulse gegründet, nachdem die Mitglieder einige Demoaufnahmen von Sänger Janitor „Joãnitor“ Mustasch gehört hatten. Nachdem die Band einige Lieder entwickelt hatte, folgte im Jahr 1990 die EP Fata Morgana, der sich 1991 das Debütalbum Yeah anschloss. Die Band bestand neben Muschtasch hierauf aus dem Gitarristen Olli Nurminen, dem Bassisten Vesa Litti und dem Schlagzeuger Teppo Pulli. Danach erschienen 1993 und 1995 mit First & Magical und Deluxe die nächsten beiden Alben. 1998 veröffentlichte die Band die EP Singles, der sich das bisher letzte Album Girl on the Beach anschloss. Im Jahr 1998 löste sich die Band wieder auf. Seit dem Jahr 2011 ist die Band wieder aktiv. Im Sommer 2013 spielte die Band auf dem Ruisrock Festival.

## Stil
In ihren Anfangstagen wurde die Band stark durch Grindcore-Bands  wie Napalm Death, Sore Throat und Carcass beeinflusst. Zudem ließ die Band auch Einflüsse aus dem Death Metal einfließen. Auf First & Magical spielte die Band Death Metal vergleichbar mit den Werken von Carcass und Paradise Lost. Mit dem Album Deluxe wandte sich die Band komplett vom Death Metal ab und spielte Rockmusik, die an Garage Rock der 1960er-Jahre erinnerte. Auf Lotto bediente sich die Band bei verschiedenen Rock-Genres: Neben klanglichen Gemeinsamkeiten zu Ministrys Industrial-Rock-Album Psalm 69: The Way to Succeed and the Way to Suck Eggs bediente sich die Band aus Alternative-, Funk-, Grunge- und Psychedelic-Rock.

## Diskografie
als Repulse
- 1988: On a Cartrip in Sweden (Demo)

als Xysma
- 1989: Swarming of the Maggots (Demo)
- 1990: Fata Morgana (EP, Seraphic Decay Records)
- 1990: Above the Mind of Morbidity (EP, ComeBack Records)
- 1991: Yeah (Album, ComeBack Records)
- 1993: First & Magical (Album, ComeBack Records)
- 1994: Deluxe (Album, Spinefarm Records)
- 1995: The Witch (Single, Oskun Divari)
- 1996: Lotto (Album, Spinefarm Records)
- 1997: Girl on the Beach (Album, Spinefarm Records)
- 2004: Xysma (Kompilation, Spinefarm Records)
- 2005: Lotto / Girl on the Beach (Candlelight Records)
- 2023: No Place Like Alone (Svart Records)